# Invasiones timúridas de Georgia

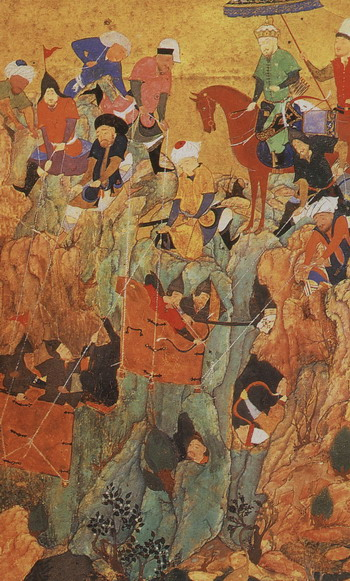
Tamerlán ordenando una campaña contra Georgia, mientras recibe a Mutahartan, emir de Erzinjan en Armenia

Entre 1386 y 1403, el reino cristiano de Georgia fue objeto de varias invasiones timúridas, encabezadas por el conquistador turcomongol Tamerlán, cuyo imperio se expandía, en su máxima extensión, desde Asia Central a Anatolia. Esos conflictos estaban íntimamente relacionados con las guerras entre Tamerlán y Toqtamish, el último kan de la Horda de Oro y su mayor rival por el control del mundo islámico. Tamerlán proclamó oficialmente que sus invasiones eran una yihad contra los no musulmanes de la región. Aunque logró invadir partes del reino de Georgia, nunca pudo convertir al país al islam, e incluso debió reconocer que Georgia era un estado cristiano.
En la primera de las ocho invasiones, Tamerlán saqueó la capital del reino, Tiflis, y capturó al rey Bagrat V en 1386. La resistencia georgiana provocó un nuevo ataque de los ejércitos turcomongoles. El hijo y sucesor de Bagrat, Jorge VII, soportó una dura resistencia y tuvo que pasar gran parte de su reinado (1395-1405) luchando contra los timúridas. Tamerlán dirigió personalmente la mayoría de esos ataques para someter al recalcitrante monarca georgiano. Aunque no pudo establecer un control firme sobre Georgia, el país sufrió un golpe del que nunca se recuperó. En el momento en que Jorge VII se vio obligado a aceptar los términos de paz de Timur y a aceptar pagarle un tributo, era monarca de poco más que ciudades incendiadas, un campo devastado y una monarquía destrozada.

## Historia

### Inicios

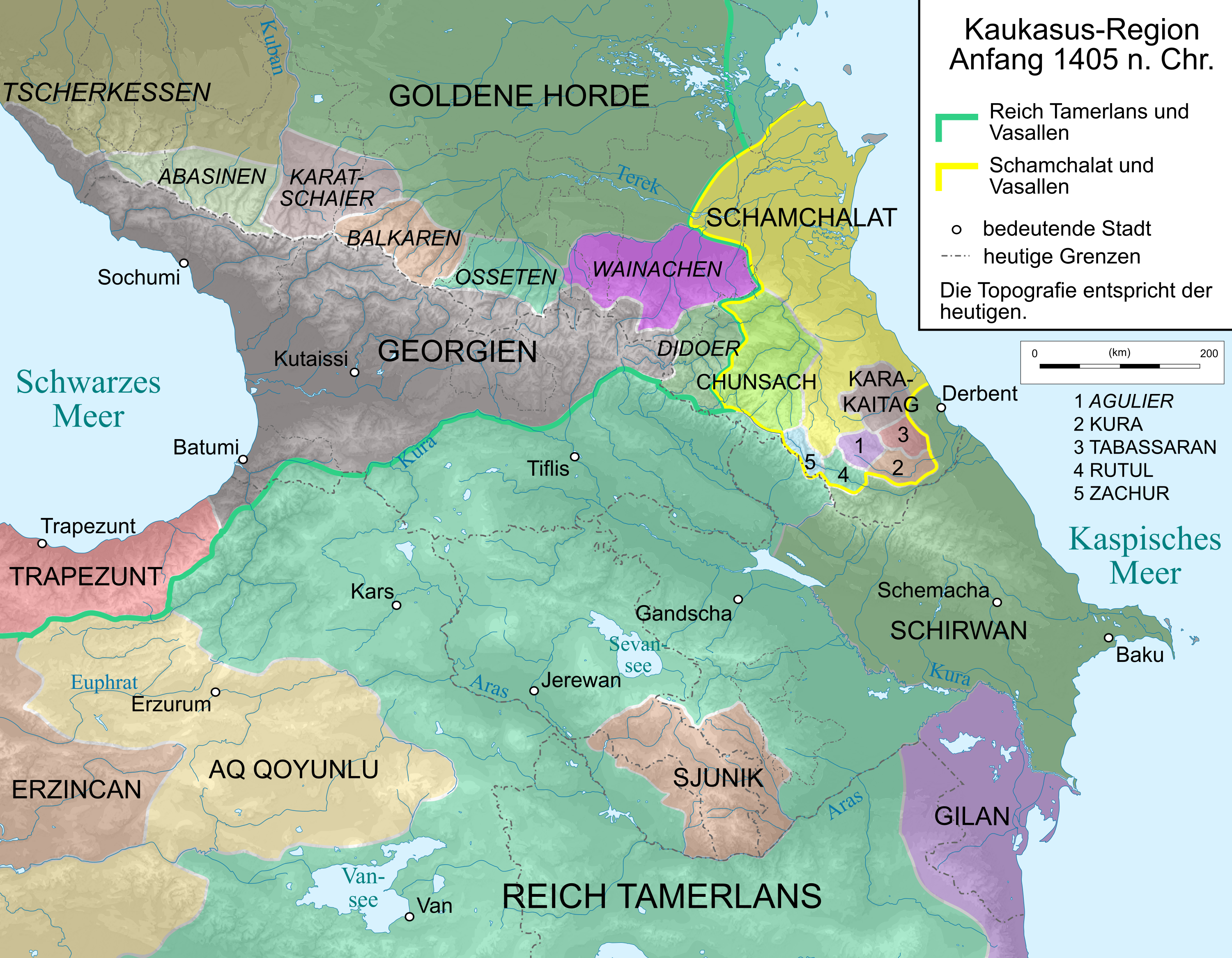
Reino de Georgia durante las invasiones timúridas

La primera aparición de Tamerlán en el Cáucaso fue una respuesta a la invasión del kan Toqtamish en el norte de Irán a través de las tierras caucásicas, en 1385. Esto marcó un estallido de abierta hostilidad entre los dos monarcas islámicos. Tamerlán respondió lanzando una invasión a gran escala contra los pequeños países fronterizos, que se encontraban entre la frontera occidental de su imperio emergente y el kanato de Toqtamish. Después de haber invadido Azerbaiyán y Kars, Timur entró en Georgia. La historia oficial de su reinado, Zafarnama, presenta esta campaña en Georgia como una yihad. Tamerlán salió de la ciudad de Kars y atacó Samtsje, el principado más meridional del reino de Georgia más tarde en 1386. Desde allí, marchó contra Tiflis, que el rey Bagrat V había fortificado. La ciudad cayó el 21 de noviembre de 1386, y Bagrat fue capturado y convertido al islam a punta de espada. Las crónicas georgianas y Tomás de Metsoph mencionan la apostasía del rey, pero la representan como un ingenioso ardid que le permitió ganarse un grado de confianza con Tamerlán. Bagrat recibió alrededor de 12 000 soldados para restablecerse en Georgia, cuyo gobierno fue dirigido por su hijo Jorge VII, durante la ausencia de su padre en la corte de Tamerlán. El viejo rey, sin embargo, entró en negociaciones secretas con Jorge, quien emboscó a la escolta islámica de Bagrat y liberó a su padre.
En la primavera de 1387, Tamerlán regresó a Georgia para vengarse de la emboscada y huida. Bagrat y Jorge lograron evacuar a la población civil de las regiones fronterizas hacia las montañas y los bosques, y comenzaron a organizar su defensa. La reaparición del kan Toqtamish en Irán obligó a Tamerlán a retirarse temporalmente. Sin embargo, una vez que la Horda de Oro fue derrotada, Tamerlán volvió a atacar Georgia. En 1394, envió cuatro generales a la provincia de Samtsje, con la orden de aplicar la ley islámica de ghazwa (esto es, el asalto sistemático de las tierras no musulmanas). El mismo año, Tamerlán en persona castigó a las comunidades georgianas montañesas del valle del Aragvi a quienes el Zafarnama llama Kara-Kalkanlik ('los de escudo negro', es decir, los montañeses del este georgiano, pshavis y jevsures), y regresó vía Tiflis a Sheki tras conocer que estaba en marcha ofensiva de Toqtamish.

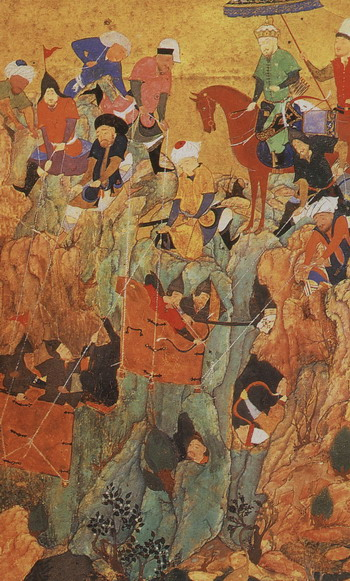
El ejército de Tamerlán ataca a los sobrevivientes de la ciudad de Nerges, en Georgia, en la primavera de 1396. Miniatura del.

### Avance georgiano y contraofensivas timúridas
En 1395, los desesperados georgianos se aliaron con Sidi Ali de Sheki e infligieron una aplastante derrota a los ejércitos invasores de Miran Shah, un hijo de Tamerlán, que estaba sitiando Alindjak (cerca de Najicheván), y capturaron al príncipe yalayerí Tahir. Este evento llevó a Tamerlán a regresar, más tarde en 1399, para infligir una venganza masiva sobre la población de la región, resultando en la toma de Sheki y la devastación de la vecina región de Kajetia.
En la primavera de 1400, Tamerlán regresó para destruir el estado georgiano de una vez por todas. Exigió que Jorge VII entregara el yalayerí Tahir. Jorge VII se negó y se encontró con Tamerlán en el río Sagim en Kvemo Kartli, pero sufrió una derrota y se retiró más al interior, siendo perseguido sin descanso por Tamerlán. Tamerlán destruyó la capital georgiana, Tiflis, estableció allí una guarnición y puso cerco a Gori, donde Jorge se había atrincherado. El rey hizo una salida audaz hacia el oeste, pero al no haber podido impedir el avance del enemigo en las fortalezas de Dzami y Svanetia, huyó a los inaccesibles bosques del oeste de Georgia, donde los ejércitos del gobernante islámico no pudieron penetrar. Tamerlán regresó con furia y saqueó por completo el resto de Georgia. Esta sangrienta campaña duró varios meses, y los ejércitos de Tamerlán se trasladaron sistemáticamente de una provincia a otra. Prácticamente todas las ciudades y pueblos principales fueron destruidos y sus poblaciones diezmadas; el campo (con sus aldeas y fuentes de alimentos) fue incendiado; los monasterios e iglesias fueron arrasados sistemáticamente. De los que sobrevivieron a los combates y a las represalias, muchos miles murieron de hambre y enfermedades, y 60 000 sobrevivientes fueron esclavizados y llevados por las tropas de Tamerlán.

### Últimas invasiones
A finales de 1401, Tamerlán invadió el Cáucaso una vez más. Jorge VII tuvo que negociar la paz y envió a su hermano con las contribuciones recolectadas como tributo. Tamerlán se estaba preparando para una gran confrontación con la dinastía otomana y aparentemente deseaba congelar la situación existente en Georgia, hasta que pudiera volver a tratarla de manera más decisiva y completa. Hizo las paces con Jorge bajo la condición de que el rey de Georgia le proporcionara tropas y concediera a los musulmanes privilegios especiales. Sin embargo, Tamerlán tomó algunas medidas preventivas y atacó a la guarnición georgiana de Tortum (actual Turquía), demoliendo la ciudadela y saqueando el área circundante.
Una vez que los otomanos fueron derrotados en la batalla de Angora, Tamerlán, de regreso a Erzurum en 1402, decidió castigar al rey de Georgia por no haber acudido a presentar sus felicitaciones por su victoria. El hermano de Jorge VII, Constantino, que entonces estaba en malos términos con su hermano, llegó con regalos al igual que el desafiante vasallo del rey Iwane Jaqeli, príncipe de Samtsje. Al jeque Ibrahim I de Shirvan se le encargó el cálculo de los ingresos y gastos de Georgia. Jorge envió nuevos regalos, pero Tamerlán los rechazó y lo convocó para que apareciera en persona. Mientras tanto, él mismo puso sitio a la fortaleza inexpugnable de Birtvisi, tercamente defendida por una pequeña guarnición georgiana. Habiendo capturado la fortaleza en agosto de 1403, Tamerlán envió a su ejército a saquear y limpiar las regiones fronterizas de Georgia y partió en busca del rey Jorge VII en retirada hasta Abjasia, destruyendo unas 700 ciudades y masacrando a sus habitantes a su paso.
Tamerlán solo detuvo a su ejército cuando los ulemas y los muftíes decidieron que era posible concederle clemencia (aman) al rey de Georgia. Jorge VII tuvo que pagar un tributo enorme que incluía mil monedas de oro (tankas) talladas con el nombre de Tamerlán, mil caballos, un rubí que pesaba 18 mithqales, entre otros. Tamerlán luego pasó por Tiflis, destruyendo de nuevo  todos los monasterios e iglesias en su camino, y fue a Beyleqan a inicios de 1404. Todos los territorios desde Beyleqan a Trebisonda fueron dados oficialmente por Tamerlán como una concesión de tierras a su nieto Khalil Mirza. Tamerlán finalmente abandonó el Cáucaso y se dirigió a Asia Central, donde murió el 19 de febrero de 1405.